# سامانثا كولي
سامانثا كولي (بالإنجليزية: Samantha Colley)‏ هي ممثلة إنجليزية ولدت في مارس 1989، قامت بدور ميلفا ماريك (زوجة اينشتاين) و دور دورا مارز (عشيقة بيكاسو)  في الجزئين الاول و الثاني من البرنامج الوثائقي الذي أنتجته قناة ناشيونال جيوغرافيك العبقري الذي عرض على مستوى العالم وكانت أول حلقة في 25 أبريل 2017.

## السيرة الذاتية

### النشأة والتعليم
ولدت كولي في كنت، إنجلترا. وتربت في ديفون، إنجلترا. إلتحقت بمدرسه أوكسفورد للدراما في الفترة ما بين عام 2011 إلى عام 2014 حتي حصلت على دبلوما في التمثيل.

### الحياة العملية
لطالما كانت كولي طالبة متميزة أنهت دراستها وقامت بمناقشة مشروع تخرجها في عام 2014 (سابقة بذلك باقي دفعتها بصف دراسي كامل) بعد تأديتها دور أبيجال ويلياميز في كربوكايل في ذا أولد فيك (مسرح كوبورغ الملكي) بلندن. حصلت كولي على العديد من الأراء الداعمة كما تم ترشيحها لجائزة أفضل ممثلة ثانوية في مسابقة ماذا يدور على خشبة المسرح لدورها في برنامج 5 نجوم.

#### العبقري
إلتمع اسم كولي في عام 2017، بعد تأديتها لدور ميلفا ماريك زوجة اينشتاين وصديقته الحميمة في سلسلة العبقري. كانت ميلفا تدرس معه في نفس الكلية حيث كانت هي الفتاة الوحيدة في تلك الكلية الخاصة بالذكور وقد دخلتها بسبب ذكائها الفائق والتي تعرفت فيه على اينشتاين. يشار إلى أن لها الفضل في اكتشافات زوجها أينشتاين الذي تنكر لجهودها.

السلسلة من إنتاج قناة ناشيونال جيوغرافيك وفوكس 21 وتتكون من 10 حلقات عن حياة وعمل العالم آلبرت آينشتاين.
نتيجة لاتقانها لدور ميلفا من حيث اللهجة و الشخصية ، وقع الاخيتيار عليها لاداء دور دورا مار و هي حبيبة الرسام الاسباني بابلو بيكاسو في الجزء الثاني من المسلسل المتعلق بسيرة هذا الاخير .

## الأعمال

### المسرح
| العام     | اسم المسرحية                         | الدور           | مسرح                           | ملاحظات |
| --------- | ------------------------------------ | --------------- | ------------------------------ | --- |
| 2014      | كربوكايل للكاتب المسرحي أرثر ميلر    | أبيجال ويلياميز | ذا أولد فيك مسرح كوبورغ الملكي | رشح الدور لجائزة أفضل عودة في مهرجان لورانس أوليفييه. كما تم ترشيح كولي لجائزة أفضل ممثله مساعدة في مسابقة ماذا يدور على خشبة المسرح |
| 2014/2015 | مسرحية ذهب بعيدا للكاتبة كاريل تشرشل | جوان            | ذا ينج فيك                     | |
| 2015      | كليبيس للكاتبة جيسيكا سيان           | يولاندي         | مسرح ساوثوورك                  | |

### التلفاز
| العام     | اسم المسلسل | الدور         | من إنتاج                | ملاحظات            |
| --------- | ----------- | ------------- | ----------------------- | ------------------ |
| 2015      | انديفور     | نينا لوريمر   | التلفزيون المستقل "ITV" | 1 حلقة             |
| 2016/2017 | فيكتوريا    | إيليزا سكيريت | التلفزيون المستقل "ITV" | 11 حلقة            |
| 2017      | العبقري     | ميلفا ماريك   | ناشيونال جيوغرافيك      | 10 حلقات           |
| 2018      | العبقري     | درة مار       | ناشيونال جيوغرافيك      | 10 حلقات           |
| 2019      | بريتانيا    | اندرا         | سكاي أتلانتيك           |                    |
| 2021      | الغزو       | سائق جيب      | آبل تي في+              | حلقة واحدة - الأمل |

## الجوائز و الترشيحات
| سنة  | الجائزة                        | باب                         |
| ---- | ------------------------------ | --------------------------- |
| 2015 | جوائز واتس أون ستيج ال15       | أفضل ممثلة مساعدة في مسرحية |
| 2018 | جوائز شبكة صورة المرأة العشرون | ممثلة فيلم MFT              |
| 2019 | جوائز شبكة صورة المرأة ال21    | ممثلة في فلم الدراما        |

## وصلات خارجية
- سامانثا كولي على موقع IMDb (الإنجليزية)
- سامانثا كولي على موقع قاعدة بيانات الفيلم (الإنجليزية)

- صفحة كولي على موقع أي إم دي بي.
- حوار مع سمانثا كولي عن دورها في مسلسل العبقري.
- لمحة عن دور كولي في مسلسل العبقري
- نصيحة كولي للممثلات صغيرة السن.